# ヌマエビ属
ヌマエビ属（ヌマエビぞく、学名: Paratya）は、ヌマエビ科の属の一つ。タイプ種はEphyra compressa De Haan, 1844 （ヌマエビ）である。またXiphocaridina Bouvier, 1909 は本属のシノニムである。
複眼上方の頭胸甲上に「眼上棘」（がんじょうきょく : supraorbital spine）、顎脚と歩脚の全てに「外肢」（がいし : exopod）をもつ点で、ヌマエビ科の他属と区別できる。額角は比較的長く、上下ともに鋸歯がある。複眼の上下に眼上棘と触角上棘があるが、前側角棘は無い。第1歩脚の腕節は短く、前節（鋏の不動指部分）とのつなぎ目が窪む。
生息域は和名通りに湖沼・河川等の淡水域で、人工のダム湖等にも生息する。繁殖の際にはメスが受精卵を抱卵するが、孵化した幼生は種類によって海に下って成長する「両側回遊種」と淡水から出ずに成長する「陸封種」に分けられる。両側回遊種は海流によって幼生が分散するため分布が広い。

## 構成種
ロシア沿海地方から東南アジア、オーストラリアまで、西太平洋の熱帯・温帯域に約11種が知られる。このうち日本には3種が分布する。また沿海地方産のP. borealis はアジアのヌマエビ科の中で最も高緯度に棲む種類である。
- P. annamensis Balss, 1924 - ベトナム(タイプ標本のみでその後の記録は無い)
- P. australiensis Kemp, 1917 - オーストラリア大陸東部とタスマニア島
- P. boninensis Satake et Cai, 2005 - オガサワラヌマエビ/小笠原諸島
- P. borealis Volk, 1938 - 沿海地方南端・ポシェト湾（Posjet）沿岸(タイプ標本のみでその後の記録は無い)
- P. bouvieri Roux, 1926 - ニューカレドニア
- P. caledonica Roux, 1926 - ニューカレドニア
- P. compressa (De Haan, 1844) - ヌマエビ/新潟県・千葉県以南の西日本、朝鮮半島南部
- P. curvirostris (Heller, 1862) - ニュージーランド
- P. howensis Roux, 1926 - ロード・ハウ島
- P. improvisa Kemp, 1917 - ヌカエビ/本州の近畿地方以北
- P. intermedia Roux, 1926 - ニューカレドニア
- P. martensi Roux, 1925 - 小スンダ列島アドナラ島(タイプ標本のみでその後の記録は無い)
- P. norfolkensis Kemp, 1917 - ノーフォーク島
- P. typa Roux, 1926 - ニューカレドニア